# Гаска, Педро де ла
Пе́дро де ла Га́ска (исп. Pedro de la Gasca; ?, Наваррегадилья (Санта-Мария-де-лос-Кабальерос), Авила, Испания — 13 ноября 1567, Сигуэнса, Гвадалахара) — испанский священник, дипломат, юрист и экономист. Второй вице-король Перу (фактически вице-королём назначен не был, а исполнял обязанности) с 10 апреля 1547 года по 27 января 1550 года.

## Биография

### Образование
Образование Педро де ла Гаска получил в университетах Саламанки и Алькала (es:Universidad de Alcalá (histórica)). После обучения стал юристом и получил сан священника, по свидетельству современников обладал высоким интеллектом, благодаря которому он достаточно быстро занял высокое положение в обществе.

### Военная карьера
В 1522 году он поступил на службу в армию. В 1542 году от имени короля Карла V Габсбурга успешно провёл переговоры с папой и английским королём Генрихом VIII.

### Поездка в Америку
В 1546 году Гонсало Писарро вместе с недовольными новыми законами конкистадорами поднял в Перу восстание против испанского вице-короля Бласко Нуньеса Вела. В результате восстания вице-король потерпел поражение и был убит в сражении, а Гонсало Писарро стал полновластным хозяином Перу. Король Испании не имел достаточно войск в Америке, чтобы противостоять Гонсало Писарро, поэтому в Америку был послан Педро де ла Гаска, славившийся искусством дипломатии. Король назначил де ла Гаску главой Аудиенции, выдав ему неограниченные полномочия и поручил уладить дела в колонии, установить мир и восстановить полноту власти испанской короны на новых землях в Перу.
Из Испании Педро де ла Гаска отплыл в мае 1546 года, без войск и какого-либо особого сопровождения, его сопровождали лишь двое монахов-доминиканцев и несколько слуг.

### Умиротворитель Перу
Прибыв в Панаму, де ла Гаска заявил, что призван установить мир, но если потребуется, то король вслед за ним готов выслать флот из 40 кораблей с 15-тысячным войском. Флот и некоторая часть войск Писарро находились в Панаме, дипломатический дар Педро ле ла Гаски позволил склонить некоторых офицеров, верных Писарро на сторону посланника короля.
Однако сам Гонсало Писарро отказался подчиниться вновь прибывшему посланнику короля, и, покинутый большей частью своих сторонников, бежал в Куско, где у него всё ещё оставались верные ему войска.
Педро де ла Гаска высадился в Тумбесе на побережье Перу и провозгласил, что он посланник мира и действует от имени короля, призывая всех верных короне присоединиться к нему. Также он пообещал амнистию многим дезертирам и повстанцам, воевавшим против первого вице-короля Перу Бласко Нуньеса Велы и награду тем, кто возьмёт оружие в защиту короны. Главным его действием была отмена законов, которые защищали права коренного населения Перу и из-за которых многие испанские переселенцы были недовольны и воевали на стороне Писарро.
Благодаря этим действиям Педро де ла Гаске удалось собрать достаточно представительную армию, которая непосредственно под его командованием была направлена на взятие Куско. Встретившись с войсками Писарро, де ла Гаска вступил в переговоры, больше рассчитывая на свои дипломатические умения, чем на военные. В результате ему удалось переманить на свою сторону всех основных старших офицеров Писарро вместе с их подчинёнными, вместе с Писарро остался только его давний сторонник Франсиско де Карвахал (es:Francisco de Carvajal). В результате сражения Писарро и Карвахал были захвачены в плен и казнены, как и некоторые их соратники, но большинство мятежников были им прощены и отпущены.

### Реформы
После подавления мятежа Педро де ла Гаска провёл ряд административных реформ, реорганизовал судебную и налоговую системы. Несмотря на предыдущий конфликт, он всё же решился выпустить несколько инструкций, защищавших коренное население. По мнению историков, он действовал тактично и разумно, но был непоколебим в достижении своей цели — восстановить власть испанской короны.

### Сдача полномочий
В декабре 1549 года де ла Гаска сдал свои полномочия Антонио де Мендосе и 27 января 1550 года отбыл в Испанию.

### Епископство
По прибытии был назначен королём епископом Паленсии. В 1561 году король Филипп II назначил его епископом Сигуэнсы.

## Достижения и открытия
Вместе с рядом других учёных Педро де ле Гаска совершил открытия в экономической теории, среди них:
- Формулирование теории паритета покупательной способности денег (Доминго де Сото, Педро де ла Гаска, Мартин де Аспилькуэта Наварро, Томас де Меркадо, Доминго де Баньес).
- Открытие количественной теории денег (Мартин де Аспилькуэта Наварро, Педро де ла Гаска).

## Произведения
- Письма лиценциата Педро де ла Гаска, 1546—1550 гг. (исп.). Архивировано 9 июля 2012 года.
- «Relación de las provincias que hay en la conquista de Chuquimaio por Pedro de La Gasca. Perú». 1549.
- Также известны его Грамоты, выданные различным лицам: в частности, 28 августа 1548 года за умиротворение Перу он наградил Хуана де Бетансоса рентой в сто песо (согласно Грамоте) и 5 ноября 1548 г. энкомьендой в Какихане, в Кольяо.